# إبراهيم الغريب
إبراهيم أحمد إبراهيم الغريب وشهرته إبراهيم الغريب (14 أغسطس 1955 - 2 مايو 2016) رجل أعمال ونائب سابق بمجلس الشعب المصري عن دائرة قويسنا (فئات مستقل). مواليد قرية بجيرم، قويسنا، بمحافظة المنوفية أُتهِمَ بأنّه من فلول النظام السابق لما شاب انتخابات 2010 من تزوير، ويُشاع أنّه انضمّ للحزب الوطني الديمقراطي عقب حصوله على مقعد البرلمان. ترشح لانتخابات الرئاسة المصرية 2012، وقبلت اللجنة المختصة ترشحه كمستقل، ولكن تم استبعاده لاحقا بسبب حصوله على الجنسية الأمريكية.

## السيرة الذاتية
ولد إبراهيم الغريب في 24 أغسطس عام 1955 بقرية بجيرم التابعة لمركز قويسنا بمحافظة المنوفية وعمل مدرسا بعدد من المدارس الحكومية في مصر، وعمل بالعديد من الدول العربية والأوروبية والولايات المتحدة الأمريكية.
قام بالعديد من الدراسات في مجال الاقتصاد خاصة تنمية الدول النامية. انتخب عضواً مستقلا بمجلس الشعب في دورة 2010 عن مقعد الفئات بدائرة قويسنا بمحافظة المنوفية. استطاع أن يتقدم للترشح مستقلا لانتخابات الرئاسة 2012 بعد حصوله على 41 ألف توكيلا.
يرى أن مصر تحتاج إلى عقلية جديدة تؤمن بقدرات الشعب على النجاح حيث أعلن أمام وسائل الإعلام أنه سوف يعتبر نفسه موظفا لدى الشعب المصري لمدة أربع سنوات بعدها سوف يقدم كشف حساب
- يشير إلى أنّ برنامجه يعتمد على إعادة توزيع الدخل بين المواطنين لتحقيق العدالة الاجتماعية بما يضمن تقريب الفوارق بين الطبقات وإزالة حالة الاحتقان التي يعانى منها الشعب نظرا للفوارق الكبيرة في الأجور والتي تصل في بعض المؤسسات إلى أكثر من ألف ضعف.

## استبعاده من الانتخابات
في يوم السبت 14 إبريل 2012، قررت لجنة الانتخابات الرئاسية عدم قانونية ترشحه للانتخابات بعد استبعاد أكثر من ألفي نموذج تأييد من إجمالي 32 ألف تأييد قدمها للجنة، فأصبح رصيده لا يبلغ النصاب القانوني، كما تبينت اللجنة العليا من المستندات أنه سبق له الحصول على الجنسية الأمريكية.

## وفاته
توفي يوم الاثنين 2 مايو 2016 بعد صراع مع المرض.